# Angoual Maloummey
Angoual Maloummey (auch: Angoual Maloumaye, Angoual Maloumeye) ist ein Dorf im Arrondissement Zinder I der Stadt Zinder in Niger.

## Geographie
Das von einem traditionellen Ortsvorsteher (chef traditionnel) geleitete Dorf befindet sich südlich des Stadtzentrums im ländlichen Gemeindegebiet von Zinder, der Hauptstadt der gleichnamigen Region Zinder. Zu den Nachbardörfern von Angoual Maloummey zählen Angoual Dan Bourssou im Norden, Garin Malam Maïgamdji im Osten, Maïto Marka im Süden und Rougal Gadaram im Südwesten.
Wie im gesamten Gemeindegebiet von Zinder herrscht das Klima der Sahelzone vor, mit einer durchschnittlichen jährlichen Niederschlagsmenge zwischen 300 und 400 mm.

## Geschichte
In Angoual Maloummey, Angoual Dan Bourssou und Dadin Sarki wurde von November 2004 bis Januar 2006 ein Projekt gegen Desertifikation und Bodendegradation durchgeführt. Dabei wurden Böden rehabilitiert und die lokalen Kapazitäten gestärkt. Das Projekt wurde aus Mitteln des GEF Small Grants Programme des Entwicklungsprogramms der Vereinten Nationen unterstützt.

## Bevölkerung
Bei der Volkszählung 2012 hatte Angoual Maloummey 295 Einwohner, die in 48 Haushalten lebten. Bei der Volkszählung 2001 betrug die Einwohnerzahl 249 in 43 Haushalten und bei der Volkszählung 1988 belief sich die Einwohnerzahl auf 125 in 22 Haushalten.

## Wirtschaft und Infrastruktur
Bei Angoual Maloummey verläuft die 12,9 Kilometer lange Route 759, eine einfache Landstraße zwischen der Nationalstraße 1 und der Nationalstraße 11.